# 名古屋市立御田中学校
名古屋市立御田中学校（なごやしりつ みたちゅうがっこう）は、名古屋市中村区岩塚町の公立中学校。

## 校名の由来
学区内に所在する御田神社の名称に由来する。

## 沿革
- 1947年（昭和22年）4月1日 - 名古屋市立烏森中学校として成立[1]。
- 1948年（昭和23年）9月30日 - 名古屋市立御田中学校と改称[1]。
- 1960年（昭和35年）4月1日 - 学校所在地が岩塚町字浪打55番地から岩塚町2丁目10番地と改まる[1]。
- 1975年（昭和50年）3月 - 御田地域スポーツセンターが校内に設置される[1]。

## 通学区域
所管する名古屋市教育委員会は、2021年（令和3年）4月1日時点で名古屋市立柳小学校・名古屋市立岩塚小学校・名古屋市立八社小学校の各学校区を通学区域として指定している。

### WEB
1. ↑  名古屋市教育委員会事務局総務部教育環境計画室計画係 (2021年4月1日). “名古屋市立中学校区一覧（小→中）” (PDF).   名古屋市. 2022年1月28日閲覧。

### 書籍
1. 1 2 3 4 5 6 7 8  中村区制施行50周年記念事業実行委員会記念誌編集委員会 1987, p. 111.